# ゼーガペイン (テレビゲーム)
本項では、バンダイナムコグループが展開するメディアミックスプロジェクト「プロジェクトゼーガ」のうち、2006年にバンダイナムコゲームスが発売したテレビゲーム作品『ゼーガペイン XOR』と『ゼーガペイン NOT』について解説する。

## ゼーガペイン XOR
『ゼーガペイン XOR』は、バンダイナムコゲームスから2006年7月27日に発売されたXbox 360専用のアクションゲーム。

### 登場人物
本作の登場人物たちは、テレビアニメ版『ゼーガペイン』の物語終盤にもサブキャラクターとして登場している。
トガ・ヴィタール
声 - 櫻井孝宏
記憶喪失のエースパイロット。中盤から記憶を取り戻す。
ミオ・レディネス
声 - 堀江由衣
トガの恋人で、記憶喪失中の彼に世界の現状を教えたウィザード。トガの戦場復帰に迷いを感じるなど、彼を一途に想っていたが、中盤で変調をきたす。アニメではセリフ無し。
サラ
声 - 長沢美樹
記憶喪失前のトガの恋人。喧嘩っ早い性格。
メイヴェル・トランスフェイル
声 - 南央美
トガ達に救助された別部隊(漫画版ではコルデュアクス所属)のウィザード。ヘタレ系ヒロインに見えるが、実戦経験は豊富。
イゾラ
声 - 村井かずさ
オケアノス級戦艦、ドヴァールカーの艦長。冷静沈着な性格。
ムエージェ
声 - 緑川光
ガンナーだったが、物語序盤では出撃不能状態になっている。アニメではセリフ無し。
ソー・バーヴィンスキー
声 - 鈴村健一
自称、幸運だけが取り得の傭兵。陽気な性格。アニメではセリフ無し。
アニメからの登場人物
- ミサキ・シズノ：川澄綾子
- レムレス：辻親八
- タルボ：立木文彦
- フォセッタ（同型AI）：岡田純子
- リチェルカ（同型AI）：門脇舞
- ディータ（同型AI）：中尾衣里
- ソゴル・キョウ：浅沼晋太郎
- クリス・アブニール：家中宏

容姿がアニメ版とは異なっている

### 登場機体
- ゼーガペイン
- ゼーガタンク
- ダークゼーガ（ゲームオリジナル）

### コミック
Side-BNにてウェブコミックとして連載されていた。著者はせたのりやす。全9話。
単行本は2006年12月16日に発売されている。ISBN 978-4840237017

## ゼーガペイン NOT
『ゼーガペイン NOT』は、バンダイナムコゲームスから2006年12月7日に発売された、Xbox 360専用のアクションゲーム。『～XOR』とは表裏一体の作品にあたる。ストーリーは、ガルズオルム側の視点で描かれている。

### 登場人物
トガ・デュープ
声 - 櫻井孝宏
トガ・ヴィタールのデータで構成されたガンナー。オリジナルの性格は受け継いでいるが、記憶は皆無。
カーム
声 - 釘宮理恵
ハキハキした性格のウィザード。トガに淡い好意を抱く。
ネモン
声 - 榎本温子
平均的な能力のウィザード。彼女とカームは地球人のデータで構成されたが、オリジナルは不明。
クラルカ
声 - 中原麻衣
やや根暗なウィザード。必要以上の台詞を言わない。
コラッジオ
声 - 中井和哉
デュープの教官。過去にヴィタールに所属部隊を壊滅させられた為、デュープに複雑な感情を抱く。
ニンバス
声 - 坂本真綾
猟奇的な言動が多い女性ガンナー。ヴィタールに敗北した経験から、デュープにも憎悪を抱く。コラッジオの元部下だが、折り合いは悪く、中盤で彼を殺害。
ナフシャ
声 - 石塚運昇（ゲーム）、成田剣（ADP、STA）
ガルズオルムの技術将校。気まぐれでデュープを製作した等、凶悪で高圧的な一面もある一方、知的さや冷静さも兼ねる。
『ADP』では、別の役職にいる別個体が登場している。
ラルナックスAI
声 - MAI
ガルズオルムがセレブラムのオケアノス級を複製したダークオケアノス級戦艦、ラルナックスの管制AI。オケアノス級とは違い、全ての管制を一つのAIで行っている。

### 登場機体
- アンヴァール
- アンチゼーガ（アニメでは「アンチゼーガ・コアトリクエ」）
- アンチゼーガII（アニメでは「アンチゼーガ・マインディエ」）